# Zábludov
Zábludov je vesnice, část města Letovice v okrese Blansko. Nachází se asi 2 km na západ od Letovic. Je zde evidováno 53 adres. Trvale zde žije 106 obyvatel.
Zábludov je také název katastrálního území o rozloze 1,67 km2.